# セベイ

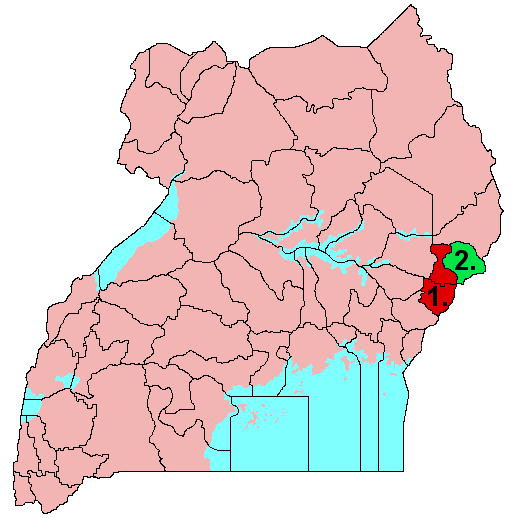
1.+2. - 1962年までのブギス県
1. - 1962年から1999年のブギス県（後ムバレ県）
2. - 1962年までのセベイ郡、1962年以降のセベイ県（後カプチョルワ県）
（県境は2001年 - 2005年のもの）

セベイ (Sebei) はウガンダ東北部の伝統的地域。エルゴン山北麓のナイル系セベイ族の伝統的居住地である。北にカラモジャ地方、東にケニアリフトバレー州（トランスンゾイア県）、山頂越しに南にケニア西部州（マウントエルゴン県）、西にブギスと接する。
セベイはイギリス植民地時代にセベイ郡とされ西のブギスと併せてブギス県が置かれていた。ウガンダ独立時に単独の県とされ、1979年に県名が県庁所在地名に改称された際にカプチョルワ県となった。セベイ族はカレンジン系の牧畜民であったが、時代にコーヒー栽培を始め、近年ではトウモロコシの生産者となっている。2005年7月に南東部がブクウォ県（ブクワ県）に分割された。

## 脚註
1. ↑  白石壮一郎「牛略奪と経済自由化とのはざまで ウガンダ東部、山地農耕民セベイの生業選択」『アフリカレポート』33号、pp.37-40, アジア経済研究所、2001年。

座標: 北緯1度18分53秒 東経34度32分59秒 / 北緯1.31472度 東経34.54972度